# Жробкі
Жробкі (пол. Żrobki) — село в Польщі, у гміні Барглув-Косьцельний Августівського повіту Підляського воєводства.
Населення — 157 осіб (2011).
У 1975-1998 роках село належало до Сувальського воєводства.

## Демографія
Демографічна структура станом на 31 березня 2011 року:
|          | Загалом | Допрацездатний вік | Працездатний вік | Постпрацездатний вік |
| -------- | ------- | ------------------ | ---------------- | -------------------- |
| Чоловіки | 89      | 26                 | 57               | 6                    |
| Жінки    | 68      | 14                 | 42               | 12                   |
| Разом    | 157     | 40                 | 99               | 18                   |